# ناره آوتیان
ناره دالیا آوتیان (ارمنی: Նարե Տալիա Ավետիան؛ زادهٔ ۳ مهٔ ۲۰۰۴ در ایالات متحده آمریکا) بازیکن فوتبال در پست مدافع اهل ارمنستان است.

## باشگاهی
از باشگاه‌هایی که در آن بازی کرده‌است می‌توان به Carlmont Scots و PSV Union FC اشاره کرد.

## تیم ملی
وی همچنین در تیم ملی فوتبال زیر ۱۹ سال زنان ارمنستان و تیم ملی فوتبال زنان ارمنستان بازی کرده‌است. 